# Матс Цуккарелло
Матс Андре Цуккарелло Осен (норв. Mats André Zuccarello Aasen, нар. 1 вересня 1987, Осло) — норвезький хокеїст, крайній нападник клубу НХЛ «Даллас Старс». Гравець збірної команди Норвегії.

## Ігрова кар'єра
Вихованець хокейного клубу «Волеренга» (Осло).
Хокейну кар'єру розпочав на батьківщині 2004 року виступами за команду «Фріск Тайгерс» у складі якої провів чотири сезони. 
З 2008 по 2010 захищав кольори шведської команди МОДО, де Матс став одним із лідерів атаки за системою «гол+пас».
Влітку 2010 Цуккарелло на правах вільного агента переходить до клубу НХЛ «Нью-Йорк Рейнджерс» але першу частину сезону 2010/11 проводить у складі фарм-клубу «Коннектикут Вейл». 23 грудня 2010 Матс дебютує в НХЛ та стає сьомим норвежцем який коли-небудь грав у північноамериканський лізі. 5 січня 2011 забиває свій перший гол у ворота Кем Ворда в переможному матчі над «Кароліна Гаррікейнс» 2–1. 1 квітня 2011 його повернули до складу «Коннектикут Вейл».
1 червня 2012 норвежець укладає контракт із російським клубом «Металург» (Магнітогорськ) у складі якого проведе 51 зустріч.
28 березня 2013 року Цуккарелло підписав однорічний контракт із «Нью-Йорк Рейнджерс» та допоміг йому вийти до плей-оф, де вони поступились «Вашингтон Кепіталс».
Наприкінці сезону 2012/13 Матс укладає новий контракт на $ 1,15 мільойна доларів. Його внесок наступного сезону був беззаперечний 59 очок в регулярному чемпіонаті та 13 в плей-оф, а «Рейнджерс» того сезону вийшов до фіналу Кубка Стенлі в якому поступився в серії 1–4 «Лос-Анджелес Кінгс».
22 липня 2014 Цуккарелло підписує новий однорічний контракт на суму $3.5 мільйона з «Рейнджерс». За підсумками сезону 2014/15 клуб з ним уклав п'ятирічний контракт на $18 мільйонів.
30 жовтня 2015 Матс стає автором першого хет-трику відзначившись у воротах «Торонто Мейпл Ліфс». Також за підсумками сезону був серед претендентів на Приз Білла Мастерсона.
На початку сезону 2017/18 став одним із асистентів капітана команди. 12 березня 2018 закинув соту шайбу в НХЛ відзначившись у переможному матчі проти «Кароліна Гаррікейнс» 6–3. За підсумками сезону він став дев'ятим гравцем «Нью-Йорк Рейнджерс», який три сезони поспіль ставав найкращим бомбардиром клубу, окрім нього до цього були такі гравці, як Яромир Ягр, Вейн Грецкі, Філ Еспозіто, Енді Бетгейт, Браян Гекстолл, Сесіл Діллон, Білл Кук та Френк Буше.
24 лютого 2019 Матса обміняли в клуб «Даллас Старс», де він того ж дня дебютував.

## На рівні збірних
Був гравцем юніорської та молодіжної збірної Норвегії, у складі яких брав участь у 22 іграх. 
2008 дебютував у складі національної збірної за яку виступав на чотирьох чемпіонатах світу, двох Олімпіадах та одному кваліфікаційному раунді.
У складі збірної Європи в 2016 році брав участь у Кубку світу, став срібним призером турніру. 

## Статистика

### Клубні виступи
| Сезон           | Клуб                       | Ліга            | Регулярний сезон | Регулярний сезон | Регулярний сезон | Регулярний сезон | Регулярний сезон | Плей-оф | Плей-оф | Плей-оф | Плей-оф | Плей-оф |
| Сезон           | Клуб                       | Ліга            | І                | Г                | П                | О                | ШХ               | І       | Г       | П       | О       | ШХ      |
| --------------- | -------------------------- | --------------- | ---------------- | ---------------- | ---------------- | ---------------- | ---------------- | ------- | ------- | ------- | ------- | ------- |
| 2004–05         | «Фріск Тайгерс»            | ГЕТ             | 1                | 0                | 0                | 0                | 0                | —       | —       | —       | —       | —       |
| 2005–06         | «Фріск Тайгерс»            | ГЕТ             | 21               | 5                | 3                | 8                | 12               | 4       | 0       | 0       | 0       | 2       |
| 2006–07         | «Фріск Тайгерс»            | ГЕТ             | 43               | 34               | 25               | 59               | 36               | 7       | 4       | 4       | 8       | 2       |
| 2007–08         | «Фріск Тайгерс»            | ГЕТ             | 33               | 24               | 40               | 64               | 48               | 15      | 12      | 15      | 27      | 24      |
| 2008–09         | МОДО                       | Елітсерія       | 35               | 12               | 28               | 40               | 38               | —       | —       | —       | —       | —       |
| 2009–10         | МОДО                       | Елітсерія       | 55               | 23               | 41               | 64               | 62               | —       | —       | —       | —       | —       |
| 2010–11         | «Коннектикут Вейл»         | АХЛ             | 36               | 13               | 16               | 29               | 16               | 2       | 1       | 1       | 2       | 4       |
| 2010–11         | «Нью-Йорк Рейнджерс»       | НХЛ             | 42               | 6                | 17               | 23               | 4                | 1       | 0       | 0       | 0       | 2       |
| 2011–12         | «Коннектикут Вейл»         | АХЛ             | 37               | 12               | 24               | 36               | 22               | —       | —       | —       | —       | —       |
| 2011–12         | «Нью-Йорк Рейнджерс»       | НХЛ             | 10               | 2                | 1                | 3                | 6                | —       | —       | —       | —       | —       |
| 2012–13         | «Металург» (Магнітогорськ) | КХЛ             | 44               | 11               | 17               | 28               | 30               | 7       | 2       | 2       | 4       | 10      |
| 2012–13         | «Нью-Йорк Рейнджерс»       | НХЛ             | 15               | 3                | 5                | 8                | 8                | 12      | 1       | 6       | 7       | 4       |
| 2013–14         | «Нью-Йорк Рейнджерс»       | НХЛ             | 77               | 19               | 40               | 59               | 32               | 25      | 5       | 8       | 13      | 20      |
| 2014–15         | «Нью-Йорк Рейнджерс»       | НХЛ             | 78               | 15               | 34               | 49               | 45               | 5       | 0       | 2       | 2       | 0       |
| 2015–16         | «Нью-Йорк Рейнджерс»       | НХЛ             | 81               | 26               | 35               | 61               | 34               | 5       | 1       | 1       | 2       | 4       |
| 2016–17         | «Нью-Йорк Рейнджерс»       | НХЛ             | 80               | 15               | 44               | 59               | 26               | 12      | 4       | 3       | 7       | 16      |
| 2017–18         | «Нью-Йорк Рейнджерс»       | НХЛ             | 80               | 16               | 37               | 53               | 36               | —       | —       | —       | —       | —       |
| 2018–19         | «Нью-Йорк Рейнджерс»       | НХЛ             | 46               | 11               | 26               | 37               | 24               | —       | —       | —       | —       | —       |
| 2018–19         | «Даллас Старс»             | НХЛ             | 2                | 1                | 2                | 3                | 0                | 13      | 4       | 7       | 11      | 6       |
| ГЕТ разом       | ГЕТ разом                  | ГЕТ разом       | 98               | 63               | 68               | 131              | 96               | 26      | 16      | 19      | 35      | 28      |
| Елітсерія разом | Елітсерія разом            | Елітсерія разом | 90               | 35               | 69               | 104              | 100              | —       | —       | —       | —       | —       |
| Усього в НХЛ    | Усього в НХЛ               | Усього в НХЛ    | 511              | 114              | 241              | 355              | 215              | 73      | 15      | 27      | 42      | 52      |

### Збірна
| Рік                | Команда            | Турнір             | Місце              | І  | Г  | П  | О  | ШХ |
| ------------------ | ------------------ | ------------------ | ------------------ | -- | -- | -- | -- | -- |
| 2004               | Норвегія           | ЮЧС18              | 10-е               | 6  | 0  | 2  | 2  | 8  |
| 2005               | Норвегія           | ЮЧС18-D1           | 11-е               | 5  | 2  | 3  | 5  | 6  |
| 2006               | Норвегія           | МЧС                | 10-е               | 6  | 0  | 2  | 2  | 4  |
| 2007               | Норвегія           | МЧС-D1             | 19-е               | 5  | 2  | 5  | 7  | 2  |
| 2008               | Норвегія           | ЧС                 | 8-е                | 7  | 1  | 0  | 1  | 2  |
| 2009               | Норвегія           | ЧС                 | 11-е               | 6  | 3  | 0  | 3  | 8  |
| 2010               | Норвегія           | ОІ                 | 10-е               | 4  | 1  | 2  | 3  | 2  |
| 2010               | Норвегія           | ЧС                 | 9-е                | 6  | 3  | 1  | 4  | 2  |
| 2014               | Норвегія           | ОІ                 | 12-е               | 3  | 0  | 0  | 0  | 2  |
| 2016               | Норвегія           | ЧС                 | 10-е               | 7  | 1  | 2  | 3  | 4  |
| 2016               | Норвегія           | ЗОІквал            | Q                  | 3  | 2  | 3  | 5  | 0  |
| 2016               | Команда Europe     | КС                 | 2                  | 6  | 1  | 3  | 4  | 4  |
| Молодіжна збірна   | Молодіжна збірна   | Молодіжна збірна   | Молодіжна збірна   | 22 | 4  | 12 | 16 | 20 |
| Національна збірна | Національна збірна | Національна збірна | Національна збірна | 39 | 12 | 11 | 23 | 24 |